# Vuelta a Colombia 1972
La 22.ª edición de la Vuelta a Colombia tuvo lugar entre el 19 de abril y el 1 de mayo de 1972. El boyacense Miguel Samacá del equipo Singer-Cundinamarca se coronó campeón con un tiempo de 37 h, 5 min y 10 s.

## Equipos participantes
| Equipo                         | Categoría  |
| ------------------------------ | ---------- |
| Antioquia                      | Aficionado |
| Café Águila Roja               | Aficionado |
| Caribú-Antioquia               | Aficionado |
| Ciclo Ases-Cundinamarca        | Aficionado |
| Contraloría-Nariño             | Aficionado |
| Distrito                       | Aficionado |
| EDIS-Cundinamarca              | Aficionado |
| Elextrolúx-Cundinamarca        | Aficionado |
| España                         | Aficionado |
| Leones-Lotería de Cundinamarca | Aficionado |
| Lux-Santander                  | Aficionado |
| México                         | Aficionado |
| Mixto Boyacá-Cundinamarca      | Aficionado |
| Mixto Distrito-Caldas-Cauca    | Aficionado |
| Polímeros-Antioquia            | Aficionado |
| Postobón-Antioquia             | Aficionado |
| Postobón-Cundinamarca          | Aficionado |
| Postobón-Mixto                 | Aficionado |
| Prodisol-Ciclo Huila           | Aficionado |
| Risaralda                      | Aficionado |
| Singer-Cundinamarca            | Aficionado |
| Telecom-Nariño                 | Aficionado |
| Valle                          | Aficionado |
| Venezuela                      | Aficionado |

## Etapas
| Etapa      | Fecha       | Recorrido                     | Distancia (km)       | Ganador                    | Líder                    |
| ---------- | ----------- | ----------------------------- | -------------------- | -------------------------- | ------------------------ |
| 1.ª etapa  | 19 de abril | Popayán - Cali                | 132                  | Carlos Zapata              | Carlos Zapata            |
| 2.ª etapa  | 20 de abril | Palmira - Loboguerrero - Cali | 163                  | Miguel Samacá              | Francisco Ignacio Triana |
| 3.ª etapa  | 21 de abril | Cali - Palmira                | 34 (CRI)             | Martín "Cochise" Rodríguez | Francisco Ignacio Triana |
| 4.ª etapa  | 21 de abril | Palmira - Tuluá               | 71                   | Avelino Ortega             | Miguel Samacá            |
| 5.ª etapa  | 22 de abril | Tuluá - Anserma               | 140                  | Carlos Montoya Arias       | Alberto Duarte           |
| 6.ª etapa  | 23 de abril | Ríosucio - Medellín           | 154                  | Rafael Antonio Niño        | Carlos Campaña           |
|            | 24 de abril | Descanso en Medellín          | Descanso en Medellín | Descanso en Medellín       | Descanso en Medellín     |
| 7.ª etapa  | 25 de abril | Medellín - Ríosucio           | 154                  | Óscar González             | Carlos Campaña           |
| 8.ª etapa  | 26 de abril | Pereira - Manizales           | 54                   | Jorge Correa               | Carlos Campaña           |
| 9.ª etapa  | 27 de abril | Manizales - Armenia           | 102                  | Martín "Cochise" Rodríguez | Carlos Campaña           |
| 10.ª etapa | 28 de abril | Armenia - Ibagué              | 88                   | Miguel Samacá              | Miguel Samacá            |
| 11.ª etapa | 29 de abril | Ibagué - Melgar               | 103                  | Jaime Galeano              | Miguel Samacá            |
| 12.ª etapa | 30 de abril | Melgar - Bogotá               | 103                  | Héctor Cataño              | Miguel Samacá            |
| 13.ª etapa | 1 de mayo   | Circuito Autódromo de Bogotá  | 120                  | Pasqual Fandos             | Miguel Samacá            |

## Clasificaciones finales

### Clasificación general
Los diez primeros en la clasificación general final fueron:
| Clasificación general |                          |                         |                 |
| Ciclista              | Ciclista                 | Equipo                  | Tiempo          |
| --------------------- | ------------------------ | ----------------------- | --------------- |
| 1.º                   | Miguel Samacá            | Singer-Cundinamarca     | 37 h 5 min 10 s |
| 2.º                   | Carlos Campaña           | Telecom-Nariño          | + 3 min 30 s    |
| 3.º                   | Gonzalo Marín            | Telecom-Nariño          | + 6 min 02 s    |
| 4.º                   | Rafael Antonio Niño      | Postobón-Cundinamarca   | + 7 min 35 s    |
| 5.º                   | Juan de Dios Morales     | Singer-Cundinamarca     | + 7 min 36 s    |
| 6.º                   | Francisco Ignacio Triana | Elextrolúx-Cundinamarca | + 11 min 04 s   |
| 7.º                   | Óscar González           | Postobón-Antioquia      | + 13 min 03 s   |
| 8.º                   | Alberto Duarte           | Lux-Santander           | + 13 min 09 s   |
| 9.º                   | Abelardo Ríos            | Polímeros-Antioquia     | + 14 min 27 s   |
| 10.º                  | Luis Tovar               | Contraloría-Nariño      | + 15 min 07 s   |

### Clasificación de la montaña
| Clasificación de la montaña |                     |                       |        |
| Ciclista                    | Ciclista            | Equipo                | Puntos |
| --------------------------- | ------------------- | --------------------- | ------ |
| 1.º                         | Rafael Antonio Niño | Postobón-Cundinamarca | 35     |
| 2.º                         | Carlos Campaña      | Telecom-Nariño        | 25     |
| 3.º                         | Luis Tovar          | Contraloría-Nariño    | 20     |

### Clasificación de las metas volantes
| Clasificación de las metas volantes |                |                       |        |
| Ciclista                            | Ciclista       | Equipo                | Puntos |
| ----------------------------------- | -------------- | --------------------- | ------ |
| 1.º                                 | José Garcés    | Postobón-Cundinamarca | 105    |
| 2.º                                 | Avelino Ortega | Café Águila Roja      | 75     |
| 3.º                                 | Fernando Cruz  | EDIS-Cundinamarca     | 55     |

### Clasificación de los novatos
| Clasificación de los novatos |               |                     |                    |
| Ciclista                     | Ciclista      | Equipo              | Tiempo             |
| ---------------------------- | ------------- | ------------------- | ------------------ |
| 1.º                          | Gonzalo Marín | Telecom-Nariño      | a 37 h 11 min 12 s |
| 2.º                          | Abelardo Ríos | Polímeros-Antioquia | + 8 min 25 s       |
| 3.º                          | Luis Tovar    | Contraloría-Nariño  | + 9 min 05 s       |

### Clasificación por equipos
| Clasificación por equipos |                       |                   |
| Equipo                    | Equipo                | Tiempo            |
| ------------------------- | --------------------- | ----------------- |
| 1.º                       | Telecom-Nariño        | 111 h 49 min 16 s |
| 2.º                       | Postobón-Cundinamarca | + 13 min 13 s     |
| 3.º                       | Singer-Cundinamarca   | + 18 min 46 s     |